# بونتو ربیتو
بونتو ربیتو (انگلیسی: Bontu Rebitu؛ زادهٔ ۱۲ دسامبر ۱۹۹۷) دونده دو استقامت اهل بحرین است.